# Plataoniscus borelli
Plataoniscus borelli is een pissebed uit de familie Balloniscidae. De wetenschappelijke naam van de soort is voor het eerst geldig gepubliceerd in 1897 door Dollfus.